# Fajã de Baixo (Cabo Verde)
Fajã de Baixo es una villa caboverdiana del municipio de Ribeira Brava.

## Geografía
La villa está situada en la isla de São Nicolau.

## Organización territorial
La villa abarca los lugares y barrios de:
- Assomada
- Buracão
- Chã de Barata
- Fajã de Baixo
- Furado
- Garçote
- Janona
- Lombo de Fundo
- Morro Homem
- Ribeira dos Bichos
- Sangala
- Trago